# Theope saphir
Espèce
Theope saphir est une espèce d'insectes lépidoptères appartenant à la famille  des Riodinidae et au genre Theope.

## Taxonomie
Theope saphir a été nommé par Christian Brévignon en 2009.

## Description
Theope  saphir un papillon au dessus de couleur marron foncé avec une frange blanche. L'aile antérieure, marron foncé uni chez le mâle  est suffusée de bleu dans l'aire postdiscale chez la femelle. L'aile postérieure est marron foncée avec une large aire interne bleue.
Le revers est gris, avec des écailles blanc bleutées, et une ligne submarginale de points noirs cernée de bleu bleuté.

## Écologie et distribution
Theope saphir n'est présent qu'en Guyane entre Montoury et Montsinéry.

### Biotope
Il réside dans la savane sub-côtière de Guyane.

### Protection
Pas de statut de protection particulier.